# Straß (Burgheim)
Straß ist ein Pfarrdorf und Ortsteil des Marktes Burgheim im Landkreis Neuburg-Schrobenhausen, der zum Regierungsbezirk Oberbayern in Bayern gehört. Zur Gemarkung gehört außerdem noch die Einöde Langwiedmühle.

## Geographie

### Lage
Straß liegt nordöstlich von Burgheim am nördlichen Rand der flachen tertiären Höhen der Aindlinger Terrassentreppe. Naturräumlich gehört es also zur Donau-Iller-Lech-Platte, die wiederum Teil des Alpenvorlandes ist, eine der Naturräumlichen Haupteinheiten Deutschlands. Nach Norden öffnet sich das Donautal.
Der Ort Straß liegt an der B 16, die von Ulm nach Ingolstadt entlang des Donautales verläuft. In Straß mündet die vom südöstlich gelegenen Schrobenhausen kommende Staatsstraße 2050 in die B 16. Straß liegt südlich, die Langwiedmühle nördlich der B 16.
Der Ort liegt an der Donautalbahn und hat mit dem Haltepunkt Straß-Moos einen „Bahnhof“.

### Nachbarorte
Die Nachbarorte von Straß sind im Norden jenseits der Donau die Rennertshofener Ortsteile Bertoldsheim, Rennertshofen, Hatzenhofen und Stepperg, im Osten der Oberhausener Ortsteil Unterhausen, im Südosten Leidling, im Süden Biding, im Südwesten Ortlfing und Burgheim, im Westen die Oggermühle und im Nordwesten Moos.

## Geschichte
Durch seine Lage im Donautal gibt es in Straß frühe Spuren einer Besiedelung. Direkt nördlich von Straß verläuft die Römerstraße, die von Parrodunum (Burgheim) entlang der Donau nach Castra Regina (Regensburg) und weiter verlief. In der Waldabteilung Mühlhart befindet sich am südlichen Donaurain ein römischer Wachtturm mit Doppelwall und Graben.

Die einwandernden Baiern benannten den von ihnen gegründeten Ort nach der noch sichtbaren Trasse der alten Römerstraße. In Straß residierte das Adelsgeschlecht der Strasser, das das mächtigste und einflussreichste Ministerialengeschlecht der Grafen von Lechsgemünd-Graisbach war und in Straß ein Eigengut besaß. Ab 1390 besaßen die Herren von Kreut die Besitztümer, die dann 1643 an die Familie Silbermann aus Neuburg an der Donau verkauft wurde, die mit den Kreutern verschwägert war. 1840 verkauften die letzten Erben der Silbermann die Hofmark an den Staat. 1910 wurde das Renaissanceschloss bis auf die Reste der Ummauerung abgebrochen.
Beim Absturz einer F-86 des Neuburger Jagdgeschwaders 74 in Straß am 30. Oktober 1963 gab es vier Tote und elf Verletzte.
Die katholische Pfarrei Mariä Himmelfahrt gehört zur Pfarreiengemeinschaft Burgheim. Zur Pfarrei gehören auch noch das Dorf Moos sowie die Einöde Langwiedmühle. Die Pfarrkirche ist überwiegend ein Bau von 1400, der Turm stammt von 1320. In der Kirche befinden sich zahlreiche Epitaphien der Kreuter und Silbermann.
Bis zum 1. Juli 1972 gehörte die selbstständige Gemeinde Straß zum Landkreis Neuburg an der Donau und fiel dann mit der Gebietsreform in Bayern an den neugegründeten Landkreis Neuburg-Schrobenhausen. Am 1. Oktober 1973 erfolgte die Eingemeindung in den Markt Burgheim.

## Sehenswürdigkeiten
- Pfarrkirche Mariä Himmelfahrt